# Bách thanh Isabelline
Bách thanh Isabelline, tên khoa học Lanius isabellinus, là một loài chim trong họ Laniidae.

## Hình ảnh

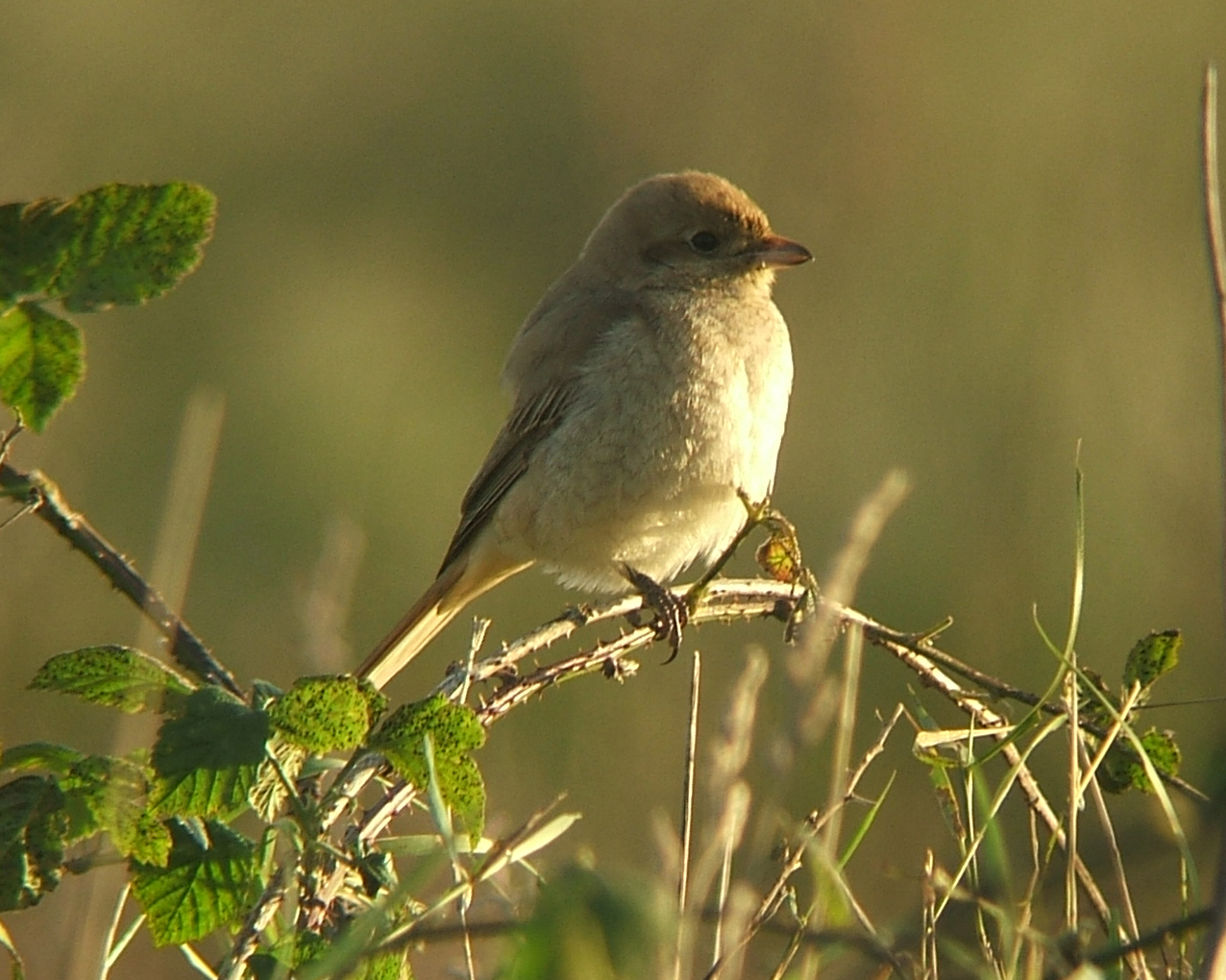
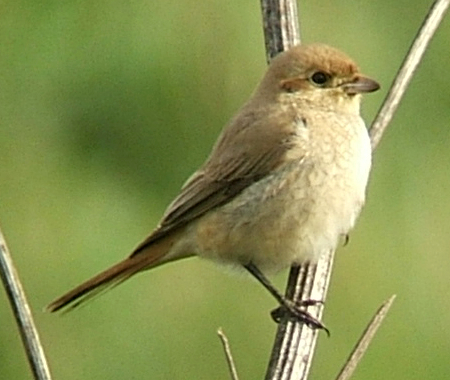
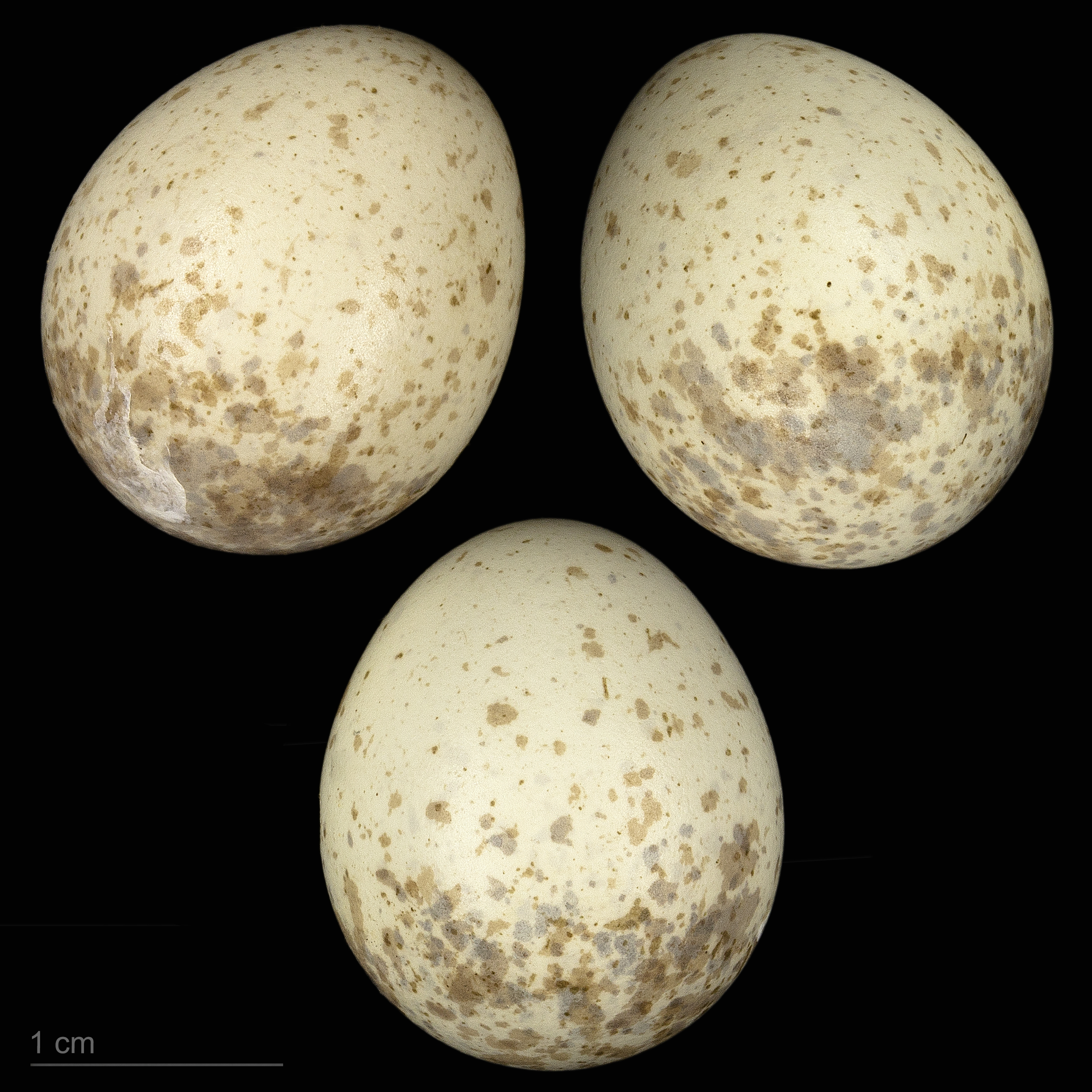
Lanius isabellinus phoenicuroides